# 이남춘
이남춘(李南春, 1943년 2월 27일 ~ )은 대한민국의 프로 장기 기사이다. 1994년에 서울 정도(定都) 600년을 기리는 기념 행사때 한국의 각 분야를 대표하는 인물로 남산 타임 캡슐에 장기계를 대표하여 이름이 묻힌 유일한 장기 기사이다.

## 약력
서울특별시 출신이다.
- 1967년 입단
- 1984년 제2회 KBS 신춘 장기 최고수전 준우승
- 1985년 제3회 KBS 신춘 장기 최고수전 우승
- 1986년 제4회 KBS 신춘 장기 최고수전 우승
- 1988년 제6회 KBS 신춘 장기 최고수전 준우승
- 1991년 제3회 주간경향배 패왕전 우승
- 1993년 제4회 명인전 우승
- 1998년 제3회 프로 10걸전 우승
- 2004년 제4회 KBS 장기왕전 3위
- 2006년 임금님매트배 장기 천하전 4위
- 2011년 추석특집 KBS 장기왕전 우승